# Sven Brundin
Sven Brundin, född den 9 december 1966, är ståuppkomiker och bor i Viksjö i Järfälla. Han arbetade som buss- och taxichaufför under några år, för att sedan utbilda sig till jurist i Uppsala. 
Sven Brundin har gått teaterutbildning på Stockholms Improvisationsteater, samt gått komiker-utbildningar ledda av bland annat Thomas Oredsson och Anders Celin.

## Ståuppkomiker
Sven Brundin började som ståuppkomiker på en ståupp-tävling (BungyComedy) den 24 april 2006 på Café Tivoli (nuvarande Helenes krog) i Stockholm, där han gick till final. Han är en av de nya stå upp-komikerna som uppträtt mest i Sverige sedan dess. Han uppträder regelbundet på stå upp-restaurangen Norra Brunn i Stockholm. Han var även uttagen till Komiker-SM 2007. Han medverkade i radioprogrammet "Radioprogrammet som fortfarande inte får heta Bögradio" i Sveriges Radio P3 den 27 juli 2006. Under sommaren 2007 uppträdde han på Parksommarturnén med Annika Norlin, Moneybrother och Salem Al Fakir. År 2008 uppträdde han på The Comedy Store i Los Angeles.

## Skrattstock
Skrattstock är Nordens största humorfestival på Långholmen i Stockholm. Han har uppträtt där 2007, 2008, 2009, 2010, 2011, 2012, 2013 han var även inbjuden att medverka 2014.

## Gröna Lund
Sven Brundin har även uppträtt ett flertal tillfällen på Gröna Lund under 2007, 2008, 2009, 2010 och 2013.

## Övrigt
Under 2011 lånade Brundin ut sin röst och gjorde eftersynkningar till två av Maria Werns filmer, "Pojke Försvunnen" samt "Svart Fjäril". Brundin driver klubben Go Bananas Comedy på Hedmans Lounge i Sundbyberg (gamla Restaurang Lorry). Han arbetar också på Överförmyndarnämnden i Järfälla kommun.